# 万源城
万源城是由上海城开集团开发的大型住宅项目，位于上海市闵行区古美路街道。项目东邻莲花路、西至合川路（新泾港）、南抵顾戴路、北至漕河泾港（平南路），占地面积94.31公顷。南北向的万源路和东西向的古龙路及平吉路将项目分为A、B、C、D、E、F共6块地盘，除去13.04公顷的城市道路和5.16公顷的河道防护绿地外，项目规划建设用地76.13公顷，包括10公顷的公园和3.9公顷的公共建设用地。
万源城地块原先为梅陇镇华二村。后该地块成为上海市“十五”在中环路外规划的大型重点住宅基地。上海城开集团于2002年6月取得该地块的开发权，2005年6月动工，2008年开始交付。

## 构造
万源城共有6块街区，从西南角顺时针方向分别为A、B、C、D、E、F区。一条大型弧线型水渠及配套的公共绿廊、庭院、散步道形成一个连续的、宽30米的人行步道，将所有的街区连接起来。人行步道地下为连接各街区地下车库的地下道路。
此外，在万源城的6个街区内还设有相应的配套服务设施，包括九年一贯制中小学、幼稚园、托老所、菜场、商场等。
- A街坊位于平吉路、顾戴路之间，万源路溪侧，规划为公园。此外还规划有大型商业中心、酒店及文化体育设施[2]。
  - 2017年9月上海城开中心开工[8]，总建筑面积约14万平方米，包括一对双子塔（甲级标准办公楼和诺富特酒店）、6栋约5层的“花园总部”办公楼、及约8000平方米商业空间。由上海中房设计公司设计[9]，2021年5月竣工[10]。
  - A街坊公园最终定名为古美公园，面积98,629.6平方米，内有规划有人工湖、湿地等景观[11]。古美公园2019年4月1日取得闵行区初步设计的批复[12]，2021年4月取得建设工程规划许可证[13]。2021年12月建成开放[14]。
- B街坊“御溪”位于古龙路、平吉路之间，万源路西侧，总建筑面积81,729平方米。御溪为万源城唯一的低密度住宅区，由64栋独栋别墅和8栋低层公寓组成，于2009年12月交付。东北侧设有健身会所。
- C街坊“御境”位于漕河泾港、平吉路之间，万源路西侧。总建筑面积258,640平方米。御境为高档高层公寓区，于2011年12月开工[15][16]，2014年交房[17][18]。街区东南侧规划有商业区。
- D街坊“朗郡”位于漕河泾港、平吉路之间，万源路东侧，总建筑面积259,429平方米。朗郡为高档高层公寓区，于2010年3月交房。街区西南侧规划有商业区。
- E街坊“逸郡”位于古龙路、平吉路之间，万源路东侧，总建筑面积264,000平方米。逸郡为高层住宅区，其中包括10万平方米的动迁回迁房区域，于2008年3月交房，为整个万源城项目第一个开竣工的街坊。街坊南侧规划有幼儿园。
- F街坊“尚郡”位于平吉路、顾戴路之间，万源路东侧，总建筑面积249,461平方米。尚郡为小户型高层住宅区，2012年年底交房[19]。街区规划有集中商业和九年一贯制学校上海协和双语学校万源校区[2]。